# Pycnophallium pothus
Pycnophallium pothus är en fjärilsart som beskrevs av Hans Fruhstorfer 1918. Pycnophallium pothus ingår i släktet Pycnophallium och familjen juvelvingar. Inga underarter finns listade.